# Жене у оружаним снагама
Улога жена у војсци од 1914. године, посебно у борби, била је контроверзна. Тек недавно су жене почеле да имају истакнутију улогу у савременим оружаним снагама, јер све више земаља почиње да шири улогу жена у војсци. Од почетка седамдесетих, већина западних армија почела је признавати жене да служе активно у свим војним гранама. У девет земаља жене се регрутују у војну службу. Данас је само неколико земаља које омогућавају женама да у војсци буду на сасвим равноправној основи. Ове земље укључују Аустралију, Канаду, Норвешку, Данску, Шведску, као и још неколико других.

## Историја

### Жене у Првом светском рату
Хиљаде жена служило је као медицинске сестре, куварице, праље, и друге улоге подршке у војскама укљученим у Први светски рат. Једина нација која је распоређивала женске борбене трупе у значајним бројевима била је Русија. Од самог почетка, женски регрути су прикривани или су их њихове јединице прећутно прихватиле. Најистакнутији био је контингент фронталне линијске коњице у козачком пуку, предвођена женским пуковником Александром Кудашевом. Други су укључивали познату Марију Бочкареву, која је три пута била орденована и унапређена у више звање НЦО, док је Њујорк тајмс објавио да се група од 12 ученица из Москве спојила заједно, прерушене у младе момке. 1917. привремена влада покренула је бројне женске батаљоне, а Бочкаревој је тада званично допуштено да руководи првом јединицом. Борили су се добро, али нису успели да обезбеде пропагандну вредност која се од њих очекивала и крајем године је распуштена. У каснијем Руском грађанском рату, Бољшевици су запошљавали жене пешадије, док су жене војници, такође, забележене у Белој гарди.
1918. године, у Финском грађанском рату, више од 2000 жена борило се у Женској црвеној гарди. У Шпанском грађанском рату, на хиљаде жена било је интегрисано у мешовите борбене јединице или су се бориле као део милиције.

### Други светски рат
Роза Шањина, совјетски снајпериста, током Другог светског рата постигла је потврђених 54 погодака. Око 400 000 совјетских жена кратко је служило на првој линији фронта  као докторке и медицинске сестре.
Све главне земље учеснице користиле су жене у униформи. Већина задатака које су жене вршиле укључују улогу сестринства, свештенства или улоге подршке. Преко 500 000 имало је борбене улоге у противваздушним јединицама у Британији и Немачкој, као и фронталним јединицама у Совјетском Савезу.

#### Британија
Године 1938. Британци су преузели водећу улогу широм света у успостављању униформисаних услуга за жене, поред малих јединица медицинских сестара који су већ дуго били у функцији. Крајем 1941. Британија је започела регрутовање жена — највише је послато за фабрички рад, а неке и у војску, посебно за помоћну територијалну службу која је у вези са војском. АТС започиње као помоћна женска војска 1938, а 1941. добија војни статус (2/3 плаћено у односу на мушкарце). Жене су добро промовисале улогу у руковању противавионским оружјем против немачких авиона и В-1 ракета. Ћерка премијера Винстона Черчила била је тамо и он је усхићено рекао да сваки генерал који сачува његових 40 000 бораца стиче еквивалент победе. До августа 1941. жене су радиле послове на инструментима за контролу ватре, никада им није било дозвољено да повуку окидач, јер се убијање непријатеља сматрало „више мушким”. До 1943. 56 000 жена је било у противваздушној команди; већина јединица налазила се близу Лондона где је постојао ризик од убијања, али није постојала опасност да их непријатељ ухвати. Прва убиства дошла су у априлу 1942.

#### Немачка
Трећи рајх (супротно популарном веровању) имао је сличне улоге за жене. СС Хелферинен сматрао је својим члановима оне жене које су прошле обуку, а све друге женске раднице изабране су за концентрациони логор. Жене су, такође, служиле у помоћним јединицама, морнарици, ваздухопловству и војсци.
У Немачким Оружаним снагама, од 1944. до 1945. године, око 500.00 жена било је добровољно униформисано. Приближно исти број служио је и у цивилној одбрани. 400 000 су се добровољно пријавиле као медицинске сестре, а многе су замениле мушкарце у ратној економији. У Луфтвафеу су служиле у борбеним улогама које су помагале да одржавају противавионске системе који су срушили савезничке бомбардере.
До 1945. немачке жене су држале 85% биланса где спадају праље, рачуновође, тумачи, лабораторијски радници итд. Немачка је имала велику и добро организовану сестринску службу, са четири главне организације − једну за католике, једну за протестанте, секуларни Црвени крст и Браон медицинске сестре. Војну негу је првенствено руководио Црвени крст (ДЦК), који је делимично био под нацистичком контролом. Медицинске услуге на фронту пружали су мушки лекари. Медицинске сестре Црвеног крста служиле су нашироко у војним медицинским службама запосленим у болницама близу линије фронта, и изложеним ризику од напада бомби. Двадесет сестара је награђено Гвозденим крстом за хероизам. Стотине жена служило је у логорима, од којих је већина била у Равенсбрику. У Немачкој су, такође, радиле жене, а Хитлеру је речено да произведе још чисте аријске деце да се боре у будућим ратовима.

#### Југословенски партизани
Југословенски народно-ослободилачки покрет потражио је 6 000 000 цивилних присталица. Два милиона жена формирало је Антифашистички фронт жена (АФЖ), у којем је револуционарно коегзистирало са традиционалним. АФЖ је управљао школама, болницама, чак и локалним самоуправама. Око 100.000 жена служило је са 600.000 мушкараца у Титовој Народнослободилачкој војсци Југославије. Све то је нагласило посвећеност женским правима и родној једнакости. Коришћене су слике хероина традиционалног фолклора, како би се привукле и легитимизовале партизанке. После рата жене су биле одвојене традиционалним родним улогама, али Југославија је била јединствена јер су њени историчари посветили велику пажњу женским улогама у отпору све до распада земље деведесетих, након чега је сећање на женске војнике избледело.

### После светских ратова

#### Вијетнамски рат
Током Вијетнамског рата (1955—1975) око 11 000 америчких жена војника распоређено је у Вијетнаму, а 90% њих служиле су као медицинске сестре. У борби је убијено 8 жена. Командант Елизабет Берет постала је прва жена која је командовала у борбеној зони.

#### Демократска Република Конго
Демократска Република Конго 1967. године започиње обуку првих 150 жена као паракомандоса Армије националне конголоизе, а многе су биле обучене касније, у периоду од неколико година. Жене су имале комплетну обуку за скок, оружану обуку, иако није било јасно у којој мери су оне интегрисане у борбеним јединицама Конга.

#### Еритреја
1999. Би-би-си је извештавао да су око четвртину еритрејских војника у еритрејско-етиопијском рату чиниле жене.

#### Израел
Израел је тренутно једина земља на свету са обавезном војном службом за жене. Обавезна војна служба за неудате жене и удате жене без деце почиње 1948. године.
У почетку, све жене регрути служиле су корпусу Женске армије, као службеници, возачи, социјални радници, медицинске сестре, контролори лета. Улоге жене ван техничке и секретарске подршке, почеле су да се отварају крајем седамдесетих и почетком осамдесетих година.
Године 2000. амандманом Закона о војној служби једнаке могућности у војсци су добиле жене физички и психички спремне за посао. Жене су почеле да улазе у борбену подршку и лагане борбене улоге у неколико области, укључујући Артиљеријски корпус, пешадијске јединице и оклопне дивизије. Неколико водова по имену Каракал формиране су за мушкарце и жене заједно, да служе у лакој пешадији. Многе жене су се придружиле граничној полицији.
Упркос овим променама, ИДФ признаје да је мање од 4% жена на борбеним положајима као што су пешадија, посада тенкова, или других оклопних возила, служба артиљеријског оружја, пилоти борци и сл. Уместо тога, биле су концентрисане на „борбену подршку“.

## Тренутни положај жена у војсци по земљама
Удео женског војног особља варира на међународном нивоу. Око 3% у Индији, 10% у Великој Британији, 15% у Француској, 13% у Шведској, 16% САД, као и 27% на југу Африке.
Многе државне оружане снаге које регрутују жене и даље их спречавају за борбене улоге (улоге које би захтевале да убију у непосредној близини).
У поређењу са мушкарцима, женски војници се суочавају са знатно вишим ризиком од сексуалног узнемиравања и сексуалног насиља, према британским, канадским и америчким истраживањима.

## Жене у борби
Неке нације дозвољавају женским војницима да служе на одређеним борбеним положајима наоружања, док их друге искључују из различитих разлога, укључујући физичке захтеве и политику приватности. Војска САД има већину позиција за жене. Постоје одређена ограничења због физичких захтева које жене не могу испунити, као што су положаји специјалних снага.
Жене су учествовале у војсци САД 1775. године, али више у цивилним областима неге, прања, поправке одеће и кувања. Неколико стотина жена је учествовало у борби у Грађанском рату у Сједињеним државама, скоро све су биле маскиране као мушкарци, а многе су откривене на бојном пољу или у болницама после рањавања. Дебора Сампсон била је једна од првих жена маскираних у мушкарца. Није била задовољна својом ограниченом улогом у Америчкој револуцији, па се претварала да је мушкарац како би служила у лакој пешадијској јединици. Борила се у многим биткама, али на крају је претрпела повреде главе и ногу, што је довело до откривања њеног пола. Њен командант, генерал Џон Патерсон, честито ју је отпустио и захвалио јој се на служби.
Године 1917. закон се коначно укида и жене постају сталан део војних служби. Године 1976. прва група жена је примљена на Војну академију САД. Тренутно се 16% дипломиране Вест поинт класе састоји од жена.
У 1990. и 1991. години око 40 000 америчких жена војника распоређено је током операција Заливског рата, али ниједна жена није могла да преузме борбу. Од 1994. године политика је забрањивала женама да буду распоређене у борбене јединице испод нивоа бригаде.
Према статистичким подацима из 2013. године, 15,6% војника САД од 1,1 милиона, укључујући и Националну гарду и резерву, биле су жене. Те године жене су служиле у 95% свих војних занимања.

### Политичке промене
Пре одлуке Министарства одбране 1993. године, 67% позиција у војсци било је отворено за жене. Данас је отворено 78% позиција, а жене служе у 95% свих војних занимања од 2014. У ваздухопловним снагама САД 99% каријера је отворена за жене. Једина забрана женама су специјалне службе за тактике, борбена контрола и сл.
У јануару 2013. године секретар за одбрану Леон Панета издао је наређење да се оконча политика „нема жена у јединицама које имају задатак директне борбе“, иако још увек није утврђено да ли и када се жене могу придружити Специјалним снагама америчке војске.
Године 2013. војници војске САД траже да учествују у новом курсу обуке, који је направило Комбиновано заједничко радно особље Паладин и који је осмишљен за чланове тима за ангажовање жена. Курс ће помоћи женским војницима да се обучавају за задатке као што су биометрија, форензика, прикупљање доказа, тактичка испитивања, претраживање возила особља, упутства о експлозивним уређајима. Циљ је да све процене буду потпуне и да ће жене до краја 2016. бити у потпуности укључене у све улоге у војсци.
До маја 2015. године, деветнаест жена које су учествовале нису успеле да прођу обуку у школи Ренџер (Ranger). Њих једанаест је напустило обуку у прва четири дана. Од преосталих осам, њих три су добиле опцију да поново упишу курс, пет их је дипломирало.
У децембру 2015. године, секретар за одбрану Еш Картер изјавио је да ће од 2016. године борбена радна места бити отворена за све жене; међутим, председник Џозеф Дaнфорд из Маринског корпуса желео је да задржи одређене директне борбене положаје (попут пешадије) затвореним за жене. Одлука да званично дозволи женама да преузму борбене улоге је због чињенице да су жене служиле у борбеним улогама од почетка ратова у Ираку и Авганистану.

### Физички, социјални и културни проблеми
Студија маринског корпуса, која је објављена у септембру 2015. године, открила је да су жене у војсци биле повређиване двоструко чешће од мушкараца, да су биле мање прецизне са оружјем и не тако добре на уклањању ратних трупа са бојног поља.
Истраживање које је обављено од стране службе, у трајању од 9 месеци у камповима Лејеун и Твентинајн палмс у Калифорнији, укључивало је око 400 маринаца, као и 100 жена које су се добровољно пријавиле у интегрисану радну групу Граунд комбат елемент, а јединица Морски корпус је створен да упореди како мушкарци и жене раде у борбеном окружењу.
„Ово је истраживање без преседана у свим службама“, рекла је Ана Вимберг, директорка поморске полиције, заменица директора Канцеларије за иновације маринаца. „Оно што покушавамо да утврдимо јесте допринос појединца колективној јединици. Сви се боримо као јединице. Занима нас како се марински корпус бори као јединица и да ли борбена ефикасност напредује или је деградирана“. Истраживање је показало да су мушки тимови показали бољи перформанс на 93 од 134 задатака. Јединице које су се састојале од свих мушких чланова биле су брже од женских јединица и боље су се показали у борбеним ситуацијама, посебно у ситуацијама са оружјем, при ношењу тешких митраљеза и минобацача. Истраживање је показало да су мушки маринци који нису прошли обуку много прецизнији у руковању ватреним оружјем од жена које су обуку прошле. У уклањању рањених трупа са бојног поља нису постојале значајне разлике у времену извршавања, изузев када једна особа (најчешће мушки маринац) однесе некога − показала је студија. Овде можда постоје одређена друштвена објашњења зашто је кохезија јединица нижа у мешовитим групама. Као што су многи женски војници запазили, начин на који их мушки војници посматрају често је штетно за њихово учешће у јединици. Често су женски војници добијали погрдне називе као „курва“ и како би избегла да буде означена тим називом, жена је требало да стратешки проведе време са колегама војницима. То значи да је морала да буде пажљива, да не проводи много времена са било којим војником и то често има изолацијски ефекат. У неколико случајева се сматрало да је жена мање стручна од мушкарца, тако да им нису пружане могућности да до краја заврше задатке за које су квалификоване и стално су морале да доказују способност. Такође, постоји забринутост у вези са развојем романтичних или сексуалних односа, као и ризик да жена затрудни.

#### Сексуално узнемиравање и напади
Жене војници развиле су неколико техника за избегавање сексуалног напада, укључујући: 1. ослањање на другарске односе, 2. капитализирање свог статуса (повезаност са рангом, године, време проведено у војсци, претходно искуство са премештајем), 3. маскирање женствености мушком одећом, како би се смањила изложеност насиљу. Колико корисне, ове технике исто толико могу бити и проблематичне.
Прво, јер ове стратегије показују да је на женама одговорност да заштите себе, уместо да буду заштићене од силовања у кругу војске.
Друго, због односа између мушкарца и жене, јер жене морају често да се придружују мушкарцима у форми „ортака“. Мушки члан јединице тада постаје заштитник женског војника. Ове ситуације поново стварају женско тело рањивим и слабим у односу на јако, мушко тело. Неки извештаји показују да постоји три пута већа могућност да жена буде силована у војсци него генерално током живота, а у Ираку ће вероватно бити силована и од стране противника.
Године 1988. прво истраживање сексуалног узнемиравања направљено је на војном нивоу и утврђено је да је 64% жена у војсци било сексуално узнемиравано. Филм „Невидљиви рат” направљен је према овој теми. Сексуални напад је један од најштетнијих фактора за жене војнике. Жене које прођу сексуалну трауму често су депресивне, осећају хроничну душевну бол. Жене војници које су биле жртве оваквог напада, често не успевају да заврше колеџ и обично имају мала годишња примања.

#### Насиље интимног партнера
Ово је још једно питање у војсци са студијом која показује да је чак 33% жена ветерана прошло кроз ове ситуације. Клиничари који раде са женама које су прошле кроз овакав вид насиља морају им објаснити да се овакав вид насиља може догодити било када и да оне нису криве за то. Жене се одлучују да се придруже војсци у нади да ће успети да побегну од насиља у породици. У поређењу са женама које нису имале овакав вид напада, жене жртве насиља ће пре пријавити узнемиравање овог типа у војсци. Овакви извештаји у војсци нису често документовани. Често на линији фронта, пружаоци здравствених услуга су у бољем положају да индентификују жртве злостављања и да их усмеравају на друге службе и менталне здравствене установе где ће им бити указана помоћ.

### Жене у морнарици
Године 1985. Краљевска норвешка морнарица постаје прва морнарица на свету која је дозвољавала женском особљу да служи на подморницама, након чега је 1995. године именован женски капетан подморнице. Данска је дозволила службу жена у подморницама 1988. године, а Шведска 1989.
Жене које раде на подморницама са мушкарцима захтевале су одвојене смештаје, а америчка морнарица је сматрала да би модификовање подморнице за ове услове коштала и до 300 000 долара по кревету.
Недавна политика америчке морнарице дозволила је три изузетка за жене које се налазе на броду војних подморница: 1. женски цивилни техничари − највише пар дана, 2. жене питомци − једну ноћ током летњег тренинга, 3. чланови породице могу доћи један дан на крстарење.
У октобру 2009. амерички секретар морнарице Реј Мабус најавио је да се шеф поморских операција и он спремају да промене политику. Разлози су укључивали чињеницу да су ССГН и ССБН подморнице које су сада у флоти имале више места да приме женске официре са мало или без модификација. Такође, цитирана је доступност женских кандидата које су изразиле жељу да служе у овим капацитетима. Примећено је да жене сада представљају 15% активне морнарице и да данас зарађују отприлике дупло више него људи у било којим областима науке и инжињеринга. У фебруару 2010. године секретар одбране усваја предложену политику и шаље писма која су званично обавестила Конгрес о планираној промени. Одсек морнарице је 29. априла званично објавио да је овластио жене да служе на подморницама. Прва група америчких жена питомаца завршила је школу нуклеарне енергије и пријављена је за вођство две ракетне подморнице у новембру 2011.
Године 2012. објављено је да ће 2013. бити прва година у којој ће жене радити у подморницама. У 2015. години подморска снага САД прихвата иницијативу за пријављене жене у подморницама. Ово је детаљан процес који ће систематично поставити женске морнаре на подморнице Охио-класе. Женама морнарима из свих заједница и рангова биће пружена прилика да буду међу првима који се придружују подморској служби. Жене се у француским подморницама очекују до краја 2017. године.

## Академске студије
Студија Џенифер Силве, социолога културне неједнакости, из 2008. године, утврђује да су женски кадети видели војну обуку као прилику да буду храбри, упорни, вешти, док су друге кадеткиње виделе војну обуку као бекство од негативних аспеката традиционалне женствености. Студија тврди да су женски кадети били опрезни у погледу свог положаја жена које обављају задатке који се традиционално посматрају као рад мушкарца и често су морале да доказују своју способност. Од интервјуисаних женских кадета, 84% испитаника је рекло да не жели војну каријеру јер би их то омело да се венчају и имају децу.

### Историја
- Cook, Bernard, ур. (2006). Women and War: Historical Encyclopedia from Antiquity to the Present.
- Elshtain, Jean Bethke (1995). Women and War.
- Elshtain Jean, Sheila Tobias, ур. (1990). Women, Militarism, and War.
- Goldman, Nancy Loring, ур. (1982). Female Soldiers--Combatants or Noncombatants? Historical and Contemporary Perspectives.
- Goldstein, Joshua S (2003). War and Gender: How Gender Shapes the War System and Vice Versa. Cambridge University Press. ISBN 978-0-521-00180-9.. psychology perspective
- Hacker, Barton C. and Margaret Vining, eds. A Companion to Women's Military History (2012) 625pp; articles by scholars covering a very wide range of topics
- Hall, Richard H. (2006). Women on the Civil War battlefront. University Press of Kansas. ISBN 978-0-7006-1437-0.
- Lines, Lisa (2011). Milicianas: Women in Combat in the Spanish Civil War (1936–1939). Plymouth, UK: Lexington Press. ISBN 978-0-7391-6492-1.
- Jones, David. (2000). Women Warriors: A History. Potomac Books Incorporated. ISBN 978-1-57488-206-3.. Brassey's, 1997
- Pennington, Reina (2003). Amazons to Fighter Pilots: A Biographical Dictionary of Military Women.
- Salmonson, Jessica Amanda (1991). The Encyclopedia of Amazons: Women Warriors from Antiquity to the Modern Era. Paragon House. ISBN 978-1-55778-420-9.

#### Други светки рат
- Biddiscombe, Perry. War, Society (2011). „Into the Maelstrom: German Women in Combat, 1944-45”. 30 (1): 61—89.
- Bidwell, Shelford, The Women's Royal Army Corps (London, 1977) on Britain
- Campbell, D'Ann. Women at War with America: Private Lives in a Patriotic Era. Harvard University Press. 1984. ISBN 978-0-674-95475-5.. on WW2
- Campbell, D'Ann (1990). „Servicewomen of World War II”. Armed Forces and Society. 16 (2): 251—270. doi:10.1177/0095327X9001600205. (Win 1990) . statistical study based on interviews
- Campbell, D'Ann (1993). „Women in Combat: The World War II Experience in the United States, Great Britain, Germany, and the Soviet Union”. The Journal of Military History. 57 (2): 301—323. JSTOR 2944060. doi:10.2307/2944060.
- Cottam, K. Jean (1983). Soviet Airwomen in Combat in World War II. Manhattan, KS: Military Affairs/Aerospace Historian Publishing.
- Degroot, Gerard J. (децембар 1997). „Whose Finger on the Trigger? Mixed Anti-Aircraft Batteries and the Female Combat Taboo”. War in History. 4 (4): 434—453. S2CID 144038535. doi:10.1177/096834459700400404.
- Dombrowski, Nicole Ann (1999). Women and War in the Twentieth Century: Enlisted With or Without Consent. Taylor & Francis. ISBN 978-0-8153-2287-0.
- Dominé, Jean-François (2008). Les femmes au combat ; l'arme féminine de la France pendant la Seconde Guerre Mondiale.
- Hagemann, Karen (2011). „Mobilizing Women for War: The History, Historiography, and Memory of German Women's War Service in the Two World Wars”. Journal of Military History. 75 (3): 1055—1093.
- Harfield, Alan (2005). „The Women's Auxiliary Corps (India)”. Journal of the Society for Army Historical Research. 83 (335): 243—254.
- Krylova, Anna (2010). Soviet Women in Combat: A History of Violence on the Eastern Front. Cambridge University Press. ISBN 978-0-521-19734-2.
- Morton, Alison (2012), Military or civilians? The curious anomaly of the German Women's Auxiliary Services during the Second World War.. ASIN B007JUR408
- Markwick, Roger D. (2008). „"A Sacred Duty": Red Army Women Veterans Remembering the Great Fatherland War, 1941-1945”. Australian Journal of Politics & History. 54 (3): 403—420. doi:10.1111/j.1467-8497.2008.00506.x..
- Maubach, Franka; Satjukow, Silke. (2009). "Zwischen Emanzipation und Trauma: Soldatinnen im Zweiten Weltkrieg (Deutschland, Sowjetunion, USA)" Maubach, Franka; Satjukow, Silke (април 2009). „Zwischen Emanzipation und Trauma: Soldatinnen im Zweiten Weltkrieg (Deutschland, Sowjetunion, USA). Ein VergleichBetween Emancipation and Trauma. Female Combatants in the World War II (Germany, Sowjet Union, USA). A Comparison”. Historische Zeitschrift. 288 (2): 347—384. doi:10.1524/hzhz.2009.0013.
- Merry, Lois K (2010). Women Military Pilots of World War II: A History with Biographies of American, British, Russian and German Aviators.
- Pennington, Reina (2007). Wings, Women & War: Soviet Airwomen in World War II Combat.
- Pennington, Reina, (2010). „Offensive Women: Women in Combat in the Red Army in the Second World War”. Journal of Military History. 74 (3): 775—820. јул 2010.
- Pierson, Ruth Roach (1986). They're Still Women After All: The Second World War and Canadian Womanhood. McClelland and Stewart. ISBN 978-0-7710-6958-1.
- McBryde, Brenda (1985). Quiet Heroines: Story of the Nurses of the Second World War. Chatto & Windus. ISBN 978-0-7011-2939-2.. on British
- Sarnecky, Mary T (1999). A History of the U.S. Army Nurse Corps. University of Pennsylvania Press. ISBN 978-0-8122-3502-9.
- Schwarzkopf, Jutta (2009). „Combatant or Non-Combatant? The Ambiguous Status of Women in British Anti-Aircraft Batteries during the Second World War”. War & Society. 28 (2): 105—131. S2CID 154973164. doi:10.1179/072924709793054642.
- Toman, Cynthia (2007). An Officer and a Lady: Canadian Military Nursing and the Second World War. University of British Columbia Press. ISBN 978-0-7748-1448-5.
- Treadwell, Mattie E (1954). „standard history; part of the Army "Green series" [http://www”. United States Army in World War II: Special Studies: The Women's Army Corps.. history.army.mil/books/wwii/Wac/ online free] Архивирано на веб-сајту  (18. октобар 2017)
- Williamson, Gordon (2003). World War II German Women's Auxiliary Services.

### Недавно
- Campbell, D'Ann. (2012) "Almost Integrated? American Servicewomen and Their International Sisters Since World War II" in A Companion to Women's Military History ed by Barton C. Hacker and Margaret Vining pp. 291–330
- Carreiras, Helena (2006). Gender and the military: women in the armed forces of Western democracies. New York: Routledge. ISBN 9780415383585.
- Carreiras, Helena; Kümmel, Gerhard, ур. (2008). Women in the Military and in Armed Conflict. ISBN 978-3-531-15834-1. doi:10.1007/978-3-531-90935-6.
- Dandeker, Christopher, Mady Wechsler Segal. (јесен 1996). „Gender integration in armed forces: recent policy developments in the United Kingdom”. Armed Forces & Society. 23 (1): 29—47. doi:10.1177/0095327X9602300102.
- Eulriet, Irène (2009). Women and the military in Europe: comparing public cultures. New York: Palgrave Macmillan.. )
- Frampton, James Scott (2011). The Influence of Attitudes and Morale on the Performance of Active-Duty United States Marine Corps Female Security Guards.
- Frank, Nathaniel, ур. (2010). Gays in foreign militaries 2010: A global primer. Santa Barbara, CA: Palm Center.
- Garcia, Sarah (1999). „Military women in the NATO armed forces”. Minerva: Quarterly Report on Women and the Military. 17 (2): 33—82.
- Gill, Ritu; Febbraro, Angela R. (2013). „Experiences and perceptions of sexual harassment in the Canadian Forces Combat Arms”. Violence Against Women. 19 (2): 269—287. PMID 23443902. S2CID 206667947. doi:10.1177/1077801213478140.
- Goldman, Nancy (1973). „The Changing Role of Women in the Armed Forces”. American Journal of Sociology. 78 (4): 892—911. JSTOR 2776610. S2CID 143318939. doi:10.1086/225409.
- Herbert, Melissa S (1998). Camouflage Isn't Only for Combat: Gender, Sexuality, and Women in the Military. New York University Press. ISBN 978-0-8147-3547-3.
- Holm, Jeanne M. (1993). Women in the Military: An Unfinished Revolution.; women from the United States
- Lemmon, Gayle Tzemach. Ashley's War: The Untold Story of a Team of Women Soldiers on the Special Ops Battlefield (HarperCollins, 2015) American women
- Skaine, Rosemarie. Women at War: Gender Issues of Americans in Combat. McFarland, 1999.
- United States Presidential Commission on the Assignment of Women. (1993) 'Report on the Presidential Commission on the Assignment of Women

### Блиски исток
- Holmstedt, Kirsten A. (2007). Band of Sisters: American Women at War in Iraq. Stackpole Books. ISBN 9780811702676.
- Holmstedt, Kirsten. "The Girls Come Marching Home"
- Wise, James E., Scott Baron. (2006). Women at War: Iraq, Afghanistan, and Other Conflicts. Naval Institute Press. ISBN 978-1-59114-939-2.

### Научне друштвене студије
- Archer, Emerald M (2013). „The Power of Gendered Stereotypes in the US Marine Corps”. Armed Forces & Society. 39 (2): 359—391. S2CID 146506368. doi:10.1177/0095327x12446924.
- Booth, Bradford (2003). „Contextual Effects of Military Presence on Women's Earnings”. Armed Forces & Society. 30: 25—51. S2CID 153497544. doi:10.1177/0095327x0303000102.
- Cooney (2003). „Racial Differences in the Impact of Military Service on the Socioeconomic Status of Women Veterans”. Armed Forces & Society. 30: 53—85. S2CID 143082671. doi:10.1177/0095327x0303000103.
- Dar, Yechezkel; Kimhi, Shaul (2004). „Youth in the Military: Gendered Experiences in the Conscript Service in the Israeli Army”. Armed Forces & Society. 30 (3): 433—459. S2CID 143743778. doi:10.1177/0095327x0403000306.
- Iskra, Darlene (2007). „Attitudes toward Expanding Roles for Navy Women at Sea: Results of a Content Analysis”. Armed Forces & Society. 33: 203—223. S2CID 145096104. doi:10.1177/0095327x06287883.
- Mitchell, Brian. (1998). Women in the Military: Flirting with Disaster. Washington, D.C.: Regnery Publishing. xvii, 390. ISBN 978-0-89526-376-6.
- Moore, Brenda (1991). „African American Women in the U.S. Military”. Armed Forces & Society. 17 (3): 363—384. S2CID 143452220. doi:10.1177/0095327x9101700303.

#### Сајтови
Green Berets
- BBC News Online on May 31, 2002: 'Long, hard struggle' for green beret retrieved on March 12, 2007
- BBC News Online on May 31, 2002: Superwoman Pip's green beret test retrieved on March 12, 2007

Joan of Arc
- Joan of Arc archive retrieved on March 12, 2007
- Maid of Heaven extensive site about Joan of Arc, retrieved on March 12, 2007

Women Veterans
- The Betty H. Carter Women Veterans Historical Project Архивирано на веб-сајту  (5. јул 2008) located in the Special Collections and University Archives Department at The University of North Carolina at Greensboro

Miscellaneous
- Official Women in the U.S. Army history page retrieved on June 23, 2016
- blitzkriegbaby.de site for Women in the military retrieved on March 12, 2007
- Women in the Military: A Selected Bibliography, Jacqueline S. Bey, 2005, retrieved on March 12, 2007
- Iraqi Bloggers Central: Oldest American Servicewoman Killed In Combat retrieved on March 12, 2007
- militarywoman.org MilitaryWoman retrieved on March 12, 2007
- post-gazette.com retrieved on March 12, 2007
- womensenews.org retrieved on March 12, 2007
- The History of a Hello Girl retrieved on July 17, 2007
- When Janey Comes Marching Home Архивирано на веб-сајту  (2. мај 2013) Multi-Media project on women serving in Iraq and Afghanistan in the Virginia Quarterly Review
- Enlisted Women in Submarines (EWIS) U.S. Navy Архивирано на веб-сајту  (20. јун 2018)